# Saison 2006-2007 de l'Olympique lyonnais
Vous lisez un « bon article » labellisé en 2010.
Maillots
Chronologie
Saison précédente Saison suivante
La saison 2006-2007 de l'Olympique lyonnais est la cinquante-septième de l'histoire du club. Elle débute alors que l'OL a remporté un nouveau titre de champion de France lors de la saison précédente. Gérard Houllier effectue sa seconde saison en tant qu'entraîneur et fixe comme objectif de remporter un nouveau titre synonyme d'une sixième victoire d'affilée et donc d'un record dans le Championnat de France. Le club est par ailleurs engagé en Ligue des champions, dans les deux coupes nationales et joue la finale du Trophée des champions.
Pour effectuer cette saison, lors de la trêve estivale, la direction du club utilise un budget de 45 millions d'euros consacré au recrutement de joueurs comme Jérémy Toulalan, Kim Källström, Sébastien Squillaci et Alou Diarra. Du côté des départs, Mahamadou Diarra est cédé au Real Madrid pour 26 millions d'euros. Pierre-Alain Frau et Sylvain Monsoreau sont également partants.
Finalement, l'Olympique lyonnais remporte le Trophée des champions et se voit sacré champion de France pour la sixième fois consécutive après la défaite de Toulouse à Rennes lors de la trente-troisième journée de Ligue 1. L'équipe parvient jusqu'en finale de la Coupe de Ligue, mais est éliminée de la Coupe de France et de la Ligue des champions dès les huitièmes de finale.

## Historique

### Recrutement actif

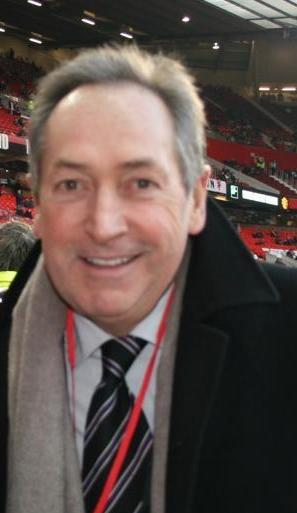
Gérard Houllier, entraîneur de l'OL

L'Olympique lyonnais commence la saison 2006-2007 en tant que tenant du titre de champion de France. Gérard Houllier effectue sa seconde saison en tant qu'entraîneur au club et l'objectif majeur est annoncé par ce dernier le 11 juillet : « Six titres d'affilée, aucun club ne l'a fait dans un grand championnat européen. Ce sera l'objectif. » Pour ce faire, le club annonce dès le mois de mai qu'il dispose d'un budget de 45 millions d'euros consacré au recrutement. Plusieurs discussions ont lieu, et le premier joueur recruté s'appelle Jérémy Toulalan en provenance de Nantes et qui signe un contrat d'une durée de quatre ans. Le transfert est officialisé le 17 mai 2006 et est estimé à 7,5 millions d'euros. Quelques jours plus tard, Sylvain Wiltord prolonge le contrat qui le lie à l'Olympique lyonnais pour deux saisons supplémentaires. L'OL continue de renforcer son milieu de terrain en recrutant le Suédois Kim Källström au Stade rennais pour huit millions d'euros et pour une durée de quatre ans. À la fin du mois de juin, un accord est trouvé avec l'AS Monaco pour l'échange de deux joueurs : Sylvain Monsoreau quitte le stade de Gerland alors que Sébastien Squillaci vient renforcer la défense lyonnaise. Le premier est vendu pour 4,5 millions d'euros alors que le second est recruté pour 7,9 millions d'euros. Par ailleurs, l'Olympique lyonnais entre en contact avec l'Olympique de Marseille pour un éventuel recrutement de Franck Ribéry qui échouera et laisse partir Nilmar, après une année de prêt, au club des Corinthians pour un montant de dix millions d'euros. Du côté des départs, Pierre-Alain Frau n'ayant pas réussi à s'imposer dans l'attaque lyonnaise est vendu au Paris Saint-Germain pour cinq millions d'euros, Lamine Diatta est vendu à Saint-Étienne et le 7 juillet, le jeune milieu de terrain Jérémy Clément signe au Glasgow Rangers pour un million et demi d'euros. À une semaine de la fermeture du marché des transferts, le milieu de terrain Mahamadou Diarra est transféré au Real Madrid contre 26 millions d'euros et l'Olympique lyonnais achète le Lensois Alou Diarra pour 6,26 millions d'euros.
Quelques jeunes joueurs issus du centre de formation quittent le club : Daniel Jaccard, gardien de but part à Bastia, Johann Truchet après six mois de prêt au Stade de Reims est vendu à l'EA Guingamp et Rémy Riou est prêté une saison au FC Lorient. D'autre part, Yacine Hima et Sylvain Idangar sont de retour de prêt.

### Année de Coupe du monde

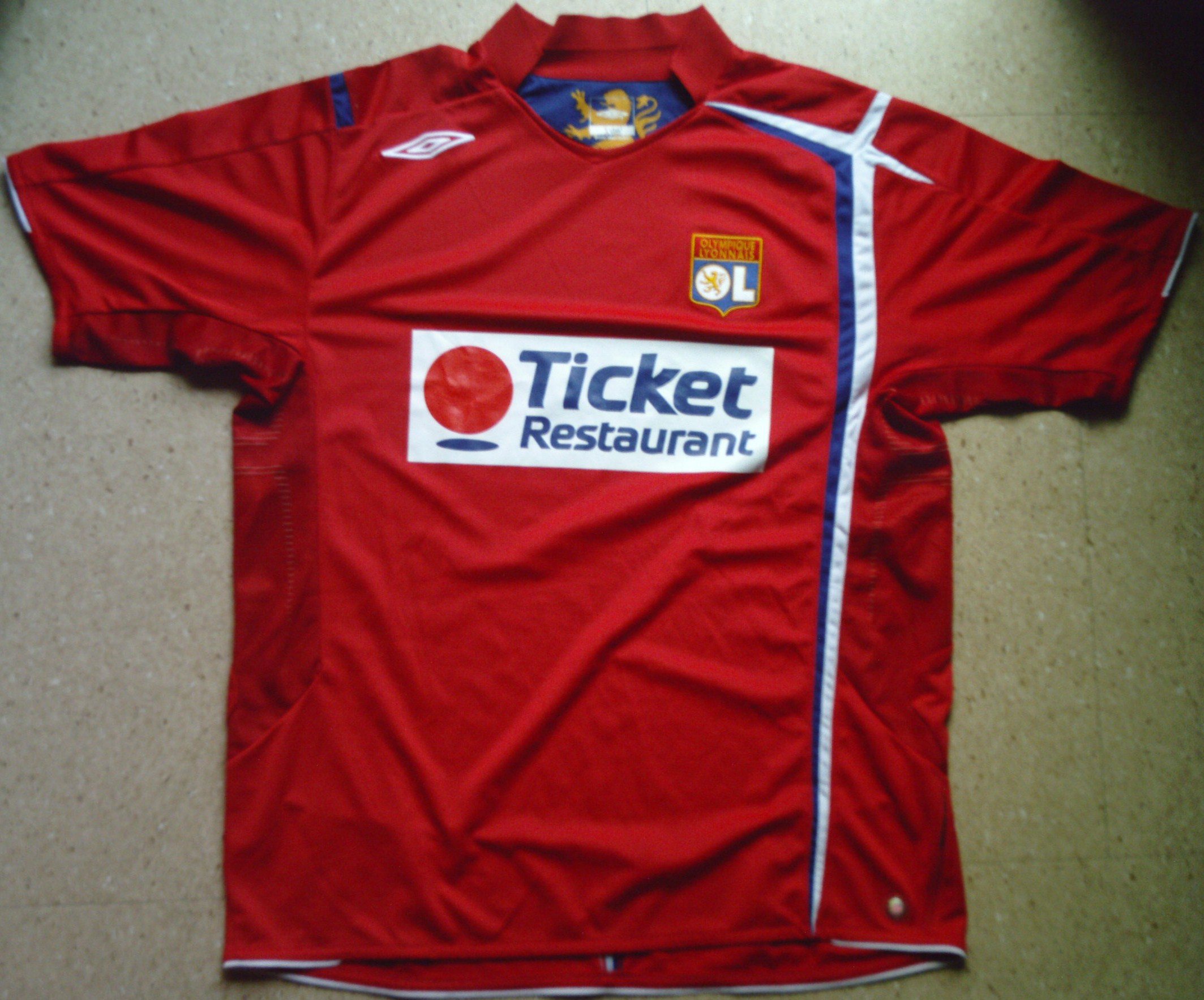
Maillot extérieur pour la saison 2006-2007

L'année 2006 étant une année de Coupe du monde, plusieurs joueurs lyonnais sont appelés en sélection. Ceux sélectionnés en équipe de France sont connus le 7 juin à l'issue d'un match amical contre la Chine. Il s'agit de Grégory Coupet, Sidney Govou, Éric Abidal, Florent Malouda et Sylvain Wiltord. La sélection brésilienne comporte trois Lyonnais : Cris, Juninho et Fred. Tiago pour le Portugal, Patrick Müller pour la Suisse et Kim Källström pour la Suède complètent la liste des joueurs sélectionnés.
Le 18 juin, Éric Abidal, Florent Malouda et Sylvain Wiltord participent à la rencontre de coupe du monde contre la Corée du Sud soldée par un match nul, un partout. Trois Lyonnais participent également à la victoire sur la sélection togolaise, il s'agit de Sidney Govou, Florent Malouda et Sylvain Wiltord. Ces derniers ainsi que Florent Malouda sont également de l'équipe s'étant qualifiée pour les quarts de finale après le match contre l'Espagne. Ils sont une fois de plus reconduits lors de la victoire sur le Brésil dans laquelle se trouve Juninho. Éric Abidal, Florent Malouda puis Sidney Govou en cours de match participent à la qualification pour la finale contre le Portugal. Les deux premiers ainsi que Sylvain Wiltord en cours de jeu, jouent également la finale perdue contre l'Italie.
Comme il est de coutume à l'Olympique lyonnais, le premier stage a lieu à Tignes. Mais les joueurs mondialistes sont laissés au repos, d'autant plus que le jour du départ se joue la finale de la Coupe du monde entre l'équipe de France et l'Italie. Le 24 juillet, l'Olympique lyonnais présente les nouveaux maillots ainsi que les nouveaux sponsors : Novotel et Ticket Restaurant.

### Début de saison remarqué

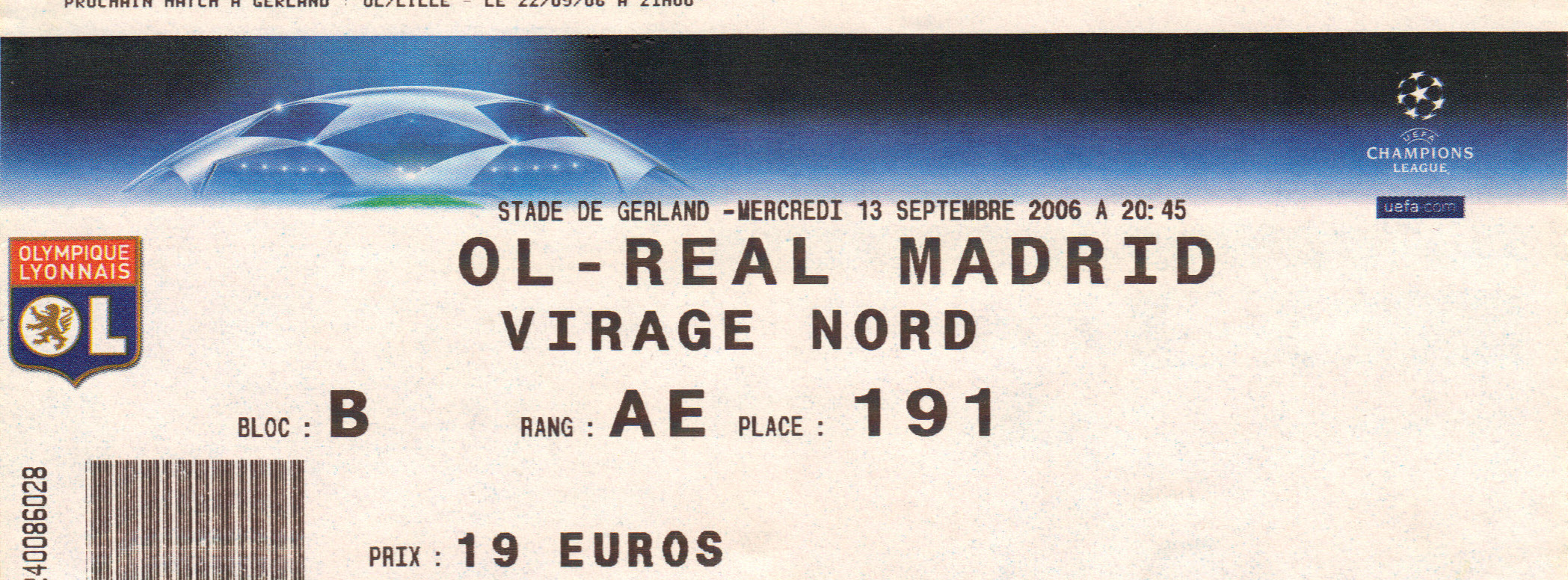
Billet d'entrée OL-Real Madrid

L'Olympique lyonnais étant le champion en titre, il est qualifié pour la finale du Trophée des champions. Il affronte le PSG vainqueur de la Coupe de France la saison précédente. Le club parisien est en tête jusque dans les dernières minutes du temps réglementaire, mais Karim Benzema permet à l'OL de jouer les prolongations. Le match se termine aux tirs au but avec une victoire lyonnaise. Les Lyonnais entament le championnat le 4 août avec un déplacement à Nantes. Ils s'imposent sur un score de trois buts à un. Malgré un match nul le match suivant contre Toulouse, ils enchaînent les victoires en battant les clubs de Bordeaux, Nice, Lille, Troyes, Lorient, Lille, Sochaux, Saint-Étienne, Marseille et Nancy entre les mois d'août et d'octobre, soit douze matchs sans défaite, et dix victoires consécutives. Mais le 16 octobre, l'AS Saint-Étienne émet une réserve quant à l'inscription de François Clerc sur la feuille de match opposant son équipe à l'OL. Étant en fin de contrat, il lui est reproché d'avoir signé un pré-contrat au mois de février avec l'Olympique de Marseille. L'OL lui ayant proposé une prolongation, il la signe et obtient l'accord de la Ligue de football professionnel dès le mois de juin 2006.

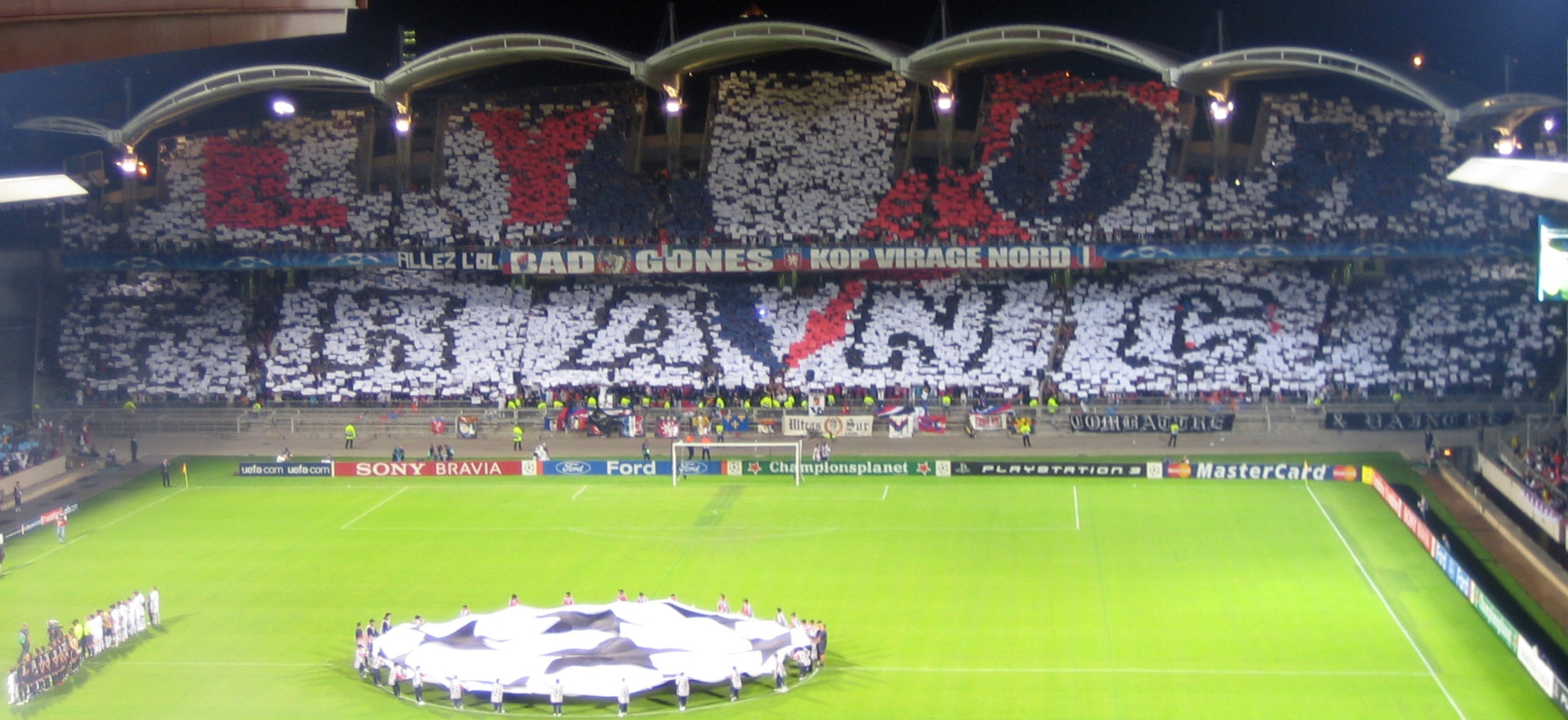
Tribune des Bad Gones avant le match OL-Real Madrid

La Ligue des champions débute le 13 septembre avec un match attendu par les supporters lyonnais contre le Real Madrid. La victoire par deux buts à zéro avec des réalisations de Fred et Tiago est suivie sur TF1 par 7,9 millions de téléspectateurs. Le 26 septembre, l'OL bat le Steaua Bucarest en Roumanie par trois buts à zéro. Les buteurs sont Fred, Tiago et Benzema. Les joueurs lyonnais sont en forme lors de ce début de saison, et lors de l'annonce de la sélection française pour les matchs du mois d'octobre, huit Lyonnais sont appelés en sélection, ce qui constitue un record. Après avoir remporté les deux matchs suivants de Ligue des champions contre le Dynamo Kiev, l'OL est qualifié pour les huitièmes de finale de la compétition et empoche quinze millions d'euros. Lors du premier tour de la Coupe de la Ligue et comme lors du match du Trophée des champions, Lyon est mené au score jusqu'aux dernières minutes, mais Sylvain Wiltord grâce à un doublé qualifie l'OL pour les quarts de finale.
Plusieurs blessures ont lieu dans les rangs lyonnais. Caçapa se fait une déchirure à la cuisse le 30 août qui le prive des terrains pendant un mois et, le 30 septembre, lors du match contre le FC Sochaux, Sidney Govou se blesse par une entorse de la cheville. L'attaquant Fred se blesse le 22 octobre lors du match de championnat contre l'Olympique de Marseille et ne peut plus jouer jusqu'au mois de janvier. Le 12 décembre, John Carew se blesse à la cuisse pendant un entraînement.
En dehors des terrains la direction de l'OL est active. Le projet de loi sur l'entrée en bourse des clubs français étant adopté le 21 septembre, la holding OL Groupe prévoit une entrée sur les marchés financiers au début de l'année 2007. Jean-Michel Aulas estime que les actions seront vendues pour un prix variant entre vingt et cinquante euros. Le 4 octobre, l'OL devient membre du comité de gestion du G14 trois après son intégration au sein de l'organisation,. Il est le sixième club à le rejoindre.

### Fin d'invincibilité
Après avoir vécu un début de saison sans défaite, l'OL se rend à Rennes le 4 novembre pour un match de la douzième journée de championnat. Il s'y incline sur un score de un but à zéro et Juninho reçoit le premier carton rouge de sa carrière en Ligue 1 après avoir porté un coup de coude sur un joueur adverse. Trois jours plus tard, l'OL attend le verdict de la commission juridique concernant la validité de la qualification de François Clerc lors du match contre Saint-Étienne. Elle est confirmée, le match de championnat remporté par l'OL est donc conservé. Mais le club stéphanois ayant fait appel, la confirmation du verdict n'a lieu que le 14 décembre. La sanction d'un match de suspension de François Clerc n'est pas réévaluée et le match gagné par l'OL est définitivement conservé. Le match suivant de championnat contre Valenciennes est remporté sur le score de deux buts à un, les Lyonnais ayant marqué aux 85e et 86e minutes du match. Karim Benzema et Sidney Govou sont blessés et indisponibles pour deux et un mois. Quelques jours plus tard, Hatem Ben Arfa prolonge le contrat le liant à l'OL pour trois saisons supplémentaires, soit jusqu'en juin 2010. Le 18 novembre, l'OL remporte sa douzième victoire de la saison en championnat.

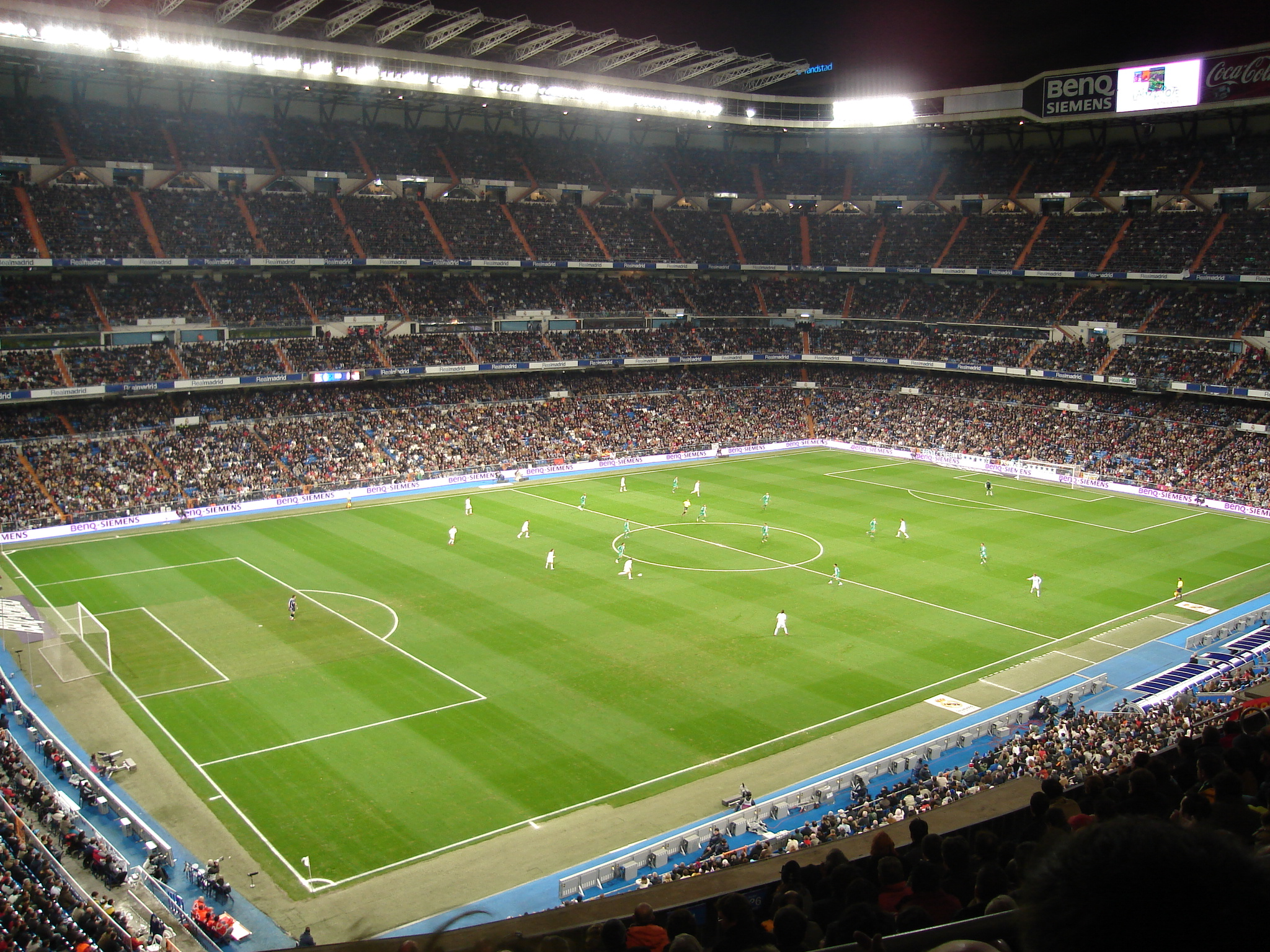
Le stade du Real Madrid

En Ligue des champions, le 21 novembre, le club, déjà qualifié pour la suite de la compétition, se déplace en Espagne pour jouer contre le Real Madrid dans un match qui se termine sur le score de deux buts partout. Quelques jours plus tard, le club reçoit l'AJ Auxerre en championnat. Une victoire par un but à zéro enchante les supporters qui, pour la première fois, entonnent une chanson sur l'air de Life is Life du groupe Opus en honneur de Juninho. L'OL termine l'année 2006 par trois victoires sur Le Mans, le PSG, Lens et un match nul contre Monaco en championnat, et une qualification pour les demi-finales de Coupe de la Ligue grâce à une victoire sur Nancy. Les cinquante points à la trêve de l'OL en championnat constituent un record.
Après la trêve hivernale, la saison reprend le 7 janvier avec l'entrée en compétition des clubs de Ligue 1 dans la coupe de France. L'OL est opposé au club l'Aviron bayonnais qu'il bat par deux buts à un. Le tirage au sort lui désigne un club de CFA 2 pour le tour suivant, il s'agit du club de Laon. Le match a lieu le 20 janvier et permet au Lyonnais de s'imposer par trois buts à un malgré l'ouverture du score en début de match de Laon. Entre-temps, et à cause de l'hiver rigoureux sur la région lyonnaise, la pelouse du stade de Gerland nécessite d'être changée. Un montant de 145 000 euros est investi pour des travaux qui n'avaient pas été effectués depuis trente-cinq ans. Entre les deux rencontres de Coupe de France, l'OL subit sa seconde défaite en championnat face à Toulouse. Ce match est également entaché par la blessure de l'attaquant Sylvain Wiltord pendant l'échauffement et qui le rend indisponible un mois. Mais il n'est pas le seul joueur lyonnais à se blesser puisque Claudio Caçapa et Alou Diarra sont victimes d'une déchirure les rendant indisponibles quelques mois. Quelques jours plus tard, l'OL joue la demi-finale de la Coupe de la Ligue en recevant Le Mans. Leur victoire leur offre le droit de disputer la finale contre les Girondins de Bordeaux au stade de France.
Du côté des transferts, l'OL investit dans un nouvel attaquant. Il s'agit de Milan Baroš, international tchèque, qui arrive en échange de John Carew, le joueur n'ayant pas réussi à s'imposer au club. Un joueur à vocation défensive est également recruté. L'international algérien, Nadir Belhadj est acheté au club de Sedan pour 3,2 millions d'euros. Mais un accord entre les deux clubs lui permet de terminer sa saison à Sedan, sous forme de prêt. Par ailleurs, l'OL propose cinq millions et demi d'euros à l'AS Saint-Étienne pour recruter l'attaquant en vue du moment : Frédéric Piquionne. Mais la direction stéphanoise souhaite le conserver au sein de son effectif et estime qu'il n'y a « pas d'offre sérieuse de la part de l'Olympique lyonnais ». La déclaration du joueur : « s'ils continuent à me traiter comme un esclave, je ne me laisserai pas faire. On arrêtera tout et je retournerai en Martinique » a pour conséquence sa mise à l'écart de l'effectif et son départ pour l'AS Monaco.

### Fin de saison difficile
Après avoir terminé premier de son groupe en Ligue des champions, l'Olympique lyonnais est qualifié pour jouer les huitièmes de finale. Le tirage au sort effectué à Nyon en Suisse lui désigne l'AS Rome pour adversaire. Le premier match se joue le 21 février dans le Stadio olimpico devant plus de 75 000 spectateurs. Les deux équipes n'arrivent pas à se départager et se séparent sur un score nul et vierge. Le match retour a lieu deux semaines plus tard au stade de Gerland et l'issue de la rencontre est incertaine pour les deux équipes. Le week-end précédant ce match, les Lyonnais obtiennent une victoire lors du derby contre l'AS Saint-Étienne et les Romains profitent d'un match contre Ascoli Calcio 1898, la lanterne rouge du championnat italien, pour reposer les joueurs cadres. Le 6 mars, devant 39 260 spectateurs, Francesco Totti permet l'ouverture du score pour Rome dès la vingt-deuxième minute puis Alessandro Mancini, après une série de passements de jambes face à Anthony Réveillère, aggrave le score juste avant la mi-temps. L'OL est donc éliminé de la compétition dès les huitièmes de finale.

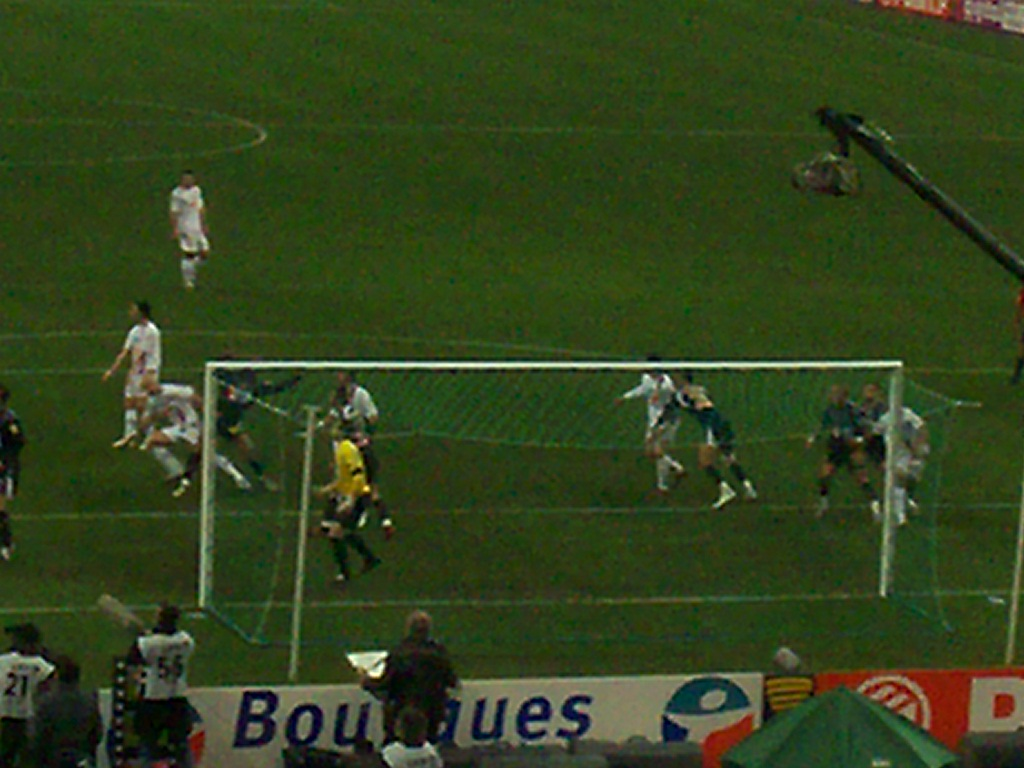
Finale de la Coupe de la Ligue face à Bordeaux

Après l'entrée du club dans le comité de gestion du G14, Jean-Michel Aulas se présente pour en prendre la présidence. Seul candidat à l'élection, il est promu président de l'organisation le 16 mai 2007 et déclare vouloir élargir le G14 aux quarante plus grands clubs européens.
L'Olympique lyonnais est leader du championnat depuis la sixième journée, et grâce à de bons résultats lors de la première partie de saison, a réussi à distancer tous ses adversaires. Mais après la défaite concédée au stadium de Toulouse, le club observe une baisse de régime. Il est défait à domicile lors du match de la vingt-et-unième journée contre les Girondins de Bordeaux, puis concède un match nul face à l'OGC Nice, et une nouvelle défaite face à Troyes. Mais il conserve la tête du classement et gagne de nouveau le 10 février lors son match contre Lorient. Il s'ensuit une série de victoires et de matchs nuls jusqu'à l'avant dernière journée du championnat où l'Olympique lyonnais, sûr de son titre depuis la trente-troisième journée perd contre l'AS Monaco. La dernière journée a lieu à domicile, contre le FC Nantes, et l'OL offre une nouvelle victoire à ses supporters. Pour conclure la saison, l'Olympique lyonnais se déplace au stade de France le 31 mars 2007 pour affronter Bordeaux lors de la finale de la Coupe de la Ligue. Les deux équipes ne peuvent se départager jusque dans les dernières minutes où Henrique, d'un but de la tête consécutif à un corner, marque le but de la victoire girondine.

## Joueurs et staff

### Effectif professionnel
Vingt-huit joueurs composent l'équipe professionnelle lyonnaise pour la saison 2006-2007. Au poste de gardien de but, Grégory Coupet est le titulaire. Il est suppléé par Rémy Vercoutre. À l'arrière, l'équipe dispose de neuf défenseurs, dont les deux arrières droits François Clerc et Anthony Réveillère ainsi que le jeune Mourad Benhamida ; les défenseurs centraux Cris, Patrick Müller, Cláudio Caçapa et Sébastien Squillaci ; et les arrières gauches Éric Abidal et Jérémy Berthod. Au milieu de terrain, ce sont dix joueurs qui se partagent les postes. Les milieux à vocation défensive sont Jérémy Toulalan, Alou Diarra, Fábio Santos et Romain Beynié puis les meneurs sont Kim Källström, Tiago Mendes et Juninho, et les milieux offensifs Florent Malouda, Sidney Govou et Hatem Ben Arfa. Enfin, sur le front de l'attaque, sept joueurs ont fait partie de l'effectif lyonnais. Il s'agit de John Carew remplacé par Milan Baroš ainsi que Fred, Sylvain Wiltord et les jeunes Karim Benzema, Loïc Rémy et Grégory Bettiol.

### Staff technique, de gestion et communication
Lors de la saison 2006-2007, Gérard Houllier effectue sa seconde saison en tant qu'entraîneur. Pour effectuer sa tâche, il possède plusieurs adjoints dont les rôles sont définis. Patrice Bergues est son adjoint alors que Joël Bats effectue une saison de plus en tant qu'entraîneur des gardiens. Sonny Anderson, un ancien joueur de l'OL, s'est converti dans le rôle d'entraîneur dédié aux attaquants. Les autres équipes sont entraînées par Robert Valette pour le CFA et Farid Benstiti pour l'équipe féminine. D'autres personnes sont consacrées aux domaines physique et médical du groupe. Jean-Jacques Amprino est médecin à l'Olympique lyonnais, et deux kinésithérapeutes, Patrick Perret, et Abdel Redissi sont en poste. Enfin, Robert Duverne et Gilles Rousset s'occupent de la préparation physique respectivement des équipes professionnelle et jeune.
Dans le domaine administratif, Jean-Michel Aulas est président depuis 1987. Il est conseillé par Bernard Lacombe, un ancien joueur et entraîneur du club qui est chargé du recrutement des joueurs. Marino Faccioli est directeur de la communication.

## Équipe type
Source : footballdatabase.eu
| Coupet Réveillère Cris Squillaci Abidal Toulalan Tiago Juninho Govou Malouda Fred |

## Statistiques

### Statistiques individuelles
Durant les matchs de championnats, soixante-trois buts ont été marqués par les joueurs lyonnais. Ils ont par ailleurs bénéficié d'un but contre son camp d'un joueur adverse lors d'un match. Le meilleur buteur pour l'OL est Fred avec onze réalisations. Il est suivi par Florent Malouda et Juninho avec dix buts chacun. Un peu plus loin, le jeune Karim Benzema et Sylvain Wiltord ont marqué cinq buts, puis quatre pour Cris, Milan Baroš et Tiago. Le défenseur Sébastien Squillaci et Kim Källström ont marqué trois buts, et pour finir, quatre joueurs ont marqué un but. Il s'agit d'Hatem Ben Arfa, Sidney Govou, Alou Diarra, et John Carew.
Le joueur le plus utilisé lors de la saison est Tiago qui a participé à quarante-huit rencontres, dont trente-sept en championnat. Viennent ensuite Florent Malouda avec quarante-sept matchs, puis Éric Abidal et Cris avec quarante-quatre matchs. Ce dernier a participé à toutes les rencontres de Coupe de la Ligue, comme ses coéquipiers Sidney Govou et Rémy Vercoutre.
| No. | Nat.                          | Position  | Joueur              | Total M. | B. | Ligue 1 M. | B. | Ligue des champions M. | B. | Coupe de la Ligue M. | B. | Coupe de France M. | B. |
| --- | ----------------------------- | --------- | ------------------- | -------- | -- | ---------- | -- | ---------------------- | -- | -------------------- | -- | ------------------ | -- |
| 1   | Drapeau de la France          | Gardien   | Grégory Coupet      | 42       | 0  | 34         | 0  | 7                      | 0  | 0                    | 0  | 1                  | 0  |
| 2   | Drapeau de la France          | Défenseur | François Clerc      | 31       | 1  | 20         | 0  | 6                      | 0  | 3                    | 0  | 2                  | 1  |
| 3   | Drapeau du Brésil             | Défenseur | Cris                | 44       | 5  | 32         | 4  | 7                      | 0  | 4                    | 0  | 1                  | 1  |
| 4   | Drapeau de la Suisse          | Défenseur | Patrick Müller      | 16       | 0  | 10         | 0  | 3                      | 0  | 2                    | 0  | 1                  | 0  |
| 5   | Drapeau du Brésil             | Défenseur | Claudio Caçapa      | 9        | 0  | 6          | 0  | 1                      | 0  | 0                    | 0  | 2                  | 0  |
| 6   | Drapeau de la Suède           | Milieu    | Kim Källström       | 43       | 4  | 31         | 3  | 6                      | 1  | 3                    | 0  | 3                  | 0  |
| 7   | Drapeau de la Tchécoslovaquie | Attaquant | Milan Baroš         | 13       | 4  | 11         | 4  | 1                      | 0  | 0                    | 0  | 1                  | 0  |
| 7   | Drapeau du Mali               | Milieu    | Mahamadou Diarra    | 2        | 0  | 2          | 0  | 0                      | 0  | 0                    | 0  | 0                  | 0  |
| 8   | Drapeau du Brésil             | Milieu    | Juninho             | 42       | 12 | 31         | 10 | 7                      | 1  | 2                    | 0  | 2                  | 1  |
| 9   | Drapeau de la Norvège         | Attaquant | John Carew          | 12       | 2  | 9          | 1  | 2                      | 1  | 1                    | 0  | 0                  | 0  |
| 10  | Drapeau de la France          | Milieu    | Florent Malouda     | 47       | 13 | 35         | 10 | 7                      | 2  | 3                    | 1  | 2                  | 0  |
| 11  | Drapeau du Brésil             | Attaquant | Fred                | 28       | 14 | 19         | 11 | 5                      | 2  | 2                    | 0  | 2                  | 1  |
| 12  | Drapeau de la France          | Défenseur | Anthony Réveillère  | 40       | 0  | 30         | 0  | 6                      | 0  | 2                    | 0  | 2                  | 0  |
| 14  | Drapeau de la France          | Attaquant | Sidney Govou        | 39       | 3  | 28         | 1  | 5                      | 0  | 4                    | 1  | 2                  | 1  |
| 15  | Drapeau de la France          | Milieu    | Alou Diarra         | 22       | 3  | 14         | 1  | 5                      | 1  | 2                    | 1  | 1                  | 0  |
| 18  | Drapeau de la France          | Milieu    | Hatem Ben Arfa      | 17       | 1  | 13         | 1  | 1                      | 0  | 1                    | 0  | 2                  | 0  |
| 19  | Drapeau de la France          | Attaquant | Karim Benzema       | 24       | 7  | 21         | 5  | 2                      | 2  | 0                    | 0  | 1                  | 0  |
| 20  | Drapeau de la France          | Défenseur | Éric Abidal         | 44       | 1  | 33         | 0  | 7                      | 0  | 3                    | 1  | 1                  | 0  |
| 21  | Drapeau du Portugal           | Milieu    | Tiago               | 48       | 6  | 37         | 4  | 8                      | 2  | 3                    | 0  | 0                  | 0  |
| 22  | Drapeau de la France          | Attaquant | Sylvain Wiltord     | 30       | 7  | 22         | 5  | 5                      | 0  | 2                    | 2  | 1                  | 0  |
| 23  | Drapeau de la France          | Défenseur | Jérémy Berthod      | 12       | 0  | 9          | 0  | 1                      | 0  | 0                    | 0  | 2                  | 0  |
| 26  | Drapeau du Brésil             | Milieu    | Fábio Santos        | 8        | 0  | 8          | 0  | 0                      | 0  | 0                    | 0  | 0                  | 0  |
| 28  | Drapeau de la France          | Milieu    | Jérémy Toulalan     | 43       | 0  | 32         | 0  | 7                      | 0  | 3                    | 0  | 1                  | 0  |
| 29  | Drapeau de la France          | Défenseur | Sébastien Squillaci | 39       | 3  | 29         | 3  | 5                      | 0  | 2                    | 0  | 3                  | 0  |
| 30  | Drapeau de la France          | Gardien   | Rémy Vercoutre      | 12       | 0  | 5          | 0  | 1                      | 0  | 4                    | 0  | 2                  | 0  |
| 34  | Drapeau de la France          | Attaquant | Loïc Rémy           | 10       | 1  | 6          | 0  | 1                      | 0  | 1                    | 0  | 2                  | 1  |
| 39  | Drapeau de la France          | Attaquant | Grégory Bettiol     | 4        | 0  | 4          | 0  | 0                      | 0  | 0                    | 0  | 0                  | 0  |

### Affluence
Lors de la saison, la moyenne des spectateurs au stade de Gerland est de 38 546 personnes, un chiffre sensiblement équivalent aux 38 694 spectateurs de la saison précédente. Or les deux saisons entre 2005 et 2007 sont les plus suivies par le public lyonnais car les moyennes sont inférieures à 38 000 spectateurs les autres années.
La meilleure affluence enregistrée à domicile est lors du match de Ligue des champions contre le club ukrainien du Dinamo Kiev où 40 520 spectateurs ont été enregistrés. En championnat, il s'agit du match de la vingt-sixième journée contre Sochaux avec 40 363 spectateurs. Le match ayant été suivi par le plus grand nombre de spectateurs est la finale de la Coupe de la Ligue contre les Girondins de Bordeaux au stade de France : 79 072 personnes étaient présentes pour assister à la rencontre. Lors des matchs de Ligue des champions dans les grands stades du Real Madrid et de l'AS Rome, le nombre de spectateurs enregistrés est de 69 906 et 60 053 respectivement. Enfin, le stade Vélodrome, où joue l'Olympique de Marseille, étant le plus grand pour une équipe française, les matchs de l'OL les plus suivis en championnat et Coupe de France contre cette équipe ont attiré 57 376 et 57 346 personnes respectivement.
La chaîne de télévision française TF1 est diffuseur de la Ligue des champions en 2006-2007. Cela lui permet de réunir un grand nombre de téléspectateurs lors des soirées de matchs. La rencontre au stade de Gerland contre le Real Madrid a réuni 7,9 millions de téléspectateurs.

## Détail des matchs

### Matchs amicaux
L'Olympique lyonnais a inclus dans son calendrier quatre matchs de préparation pour le mois de juillet 2006. Ces matchs contre Dijon, Grenoble, Charleroi et Salonique se sont tous terminés par des victoires lyonnaises. Après le début de la saison, l'OL a effectué un match contre une sélection de l'UNFP, au mois d'août, puis contre Gueugnon lors d'une trêve pour les matchs internationaux en octobre.

### Trophée des champions
La victoire en championnat lors de la saison 2005-2006 qualifie l'Olympique lyonnais pour jouer la finale du Trophée des champions contre le Paris Saint-Germain. Le match a lieu au stade de Gerland et permet à l'OL de remporter un nouveau trophée grâce à l'égalisation de Karim Benzema qui permet au club de jouer les tirs au but et de remporter le match par cinq tirs marqués à quatre,.
C'est la sixième victoire consécutive de l'Olympique lyonnais dans la compétition après les victoires en 2002, 2003, 2004, 2005 et 2006. Cela représente le record du nombre de finales et de victoires dans la compétition.

### Championnat de France
L'Olympique lyonnais est le tenant du titre en Ligue 1. Avant le début du Championnat de France 2006-2007, le quotidien L'Équipe publie les résultats d'un sondage effectué auprès des entraîneurs et joueurs du championnat. Avec une majorité du vote, l'OL débute avec un statut de favori, puisque excepté le coach lyonnais, les dix-neuf entraîneurs l'ont désigné comme tel. Les joueurs sondés ont voté à 52,6 % pour Lyon, puis 8,2 % pour Paris, 7,4 % pour Bordeaux puis 5,1 % pour Monaco et 4,5 % pour Nantes.

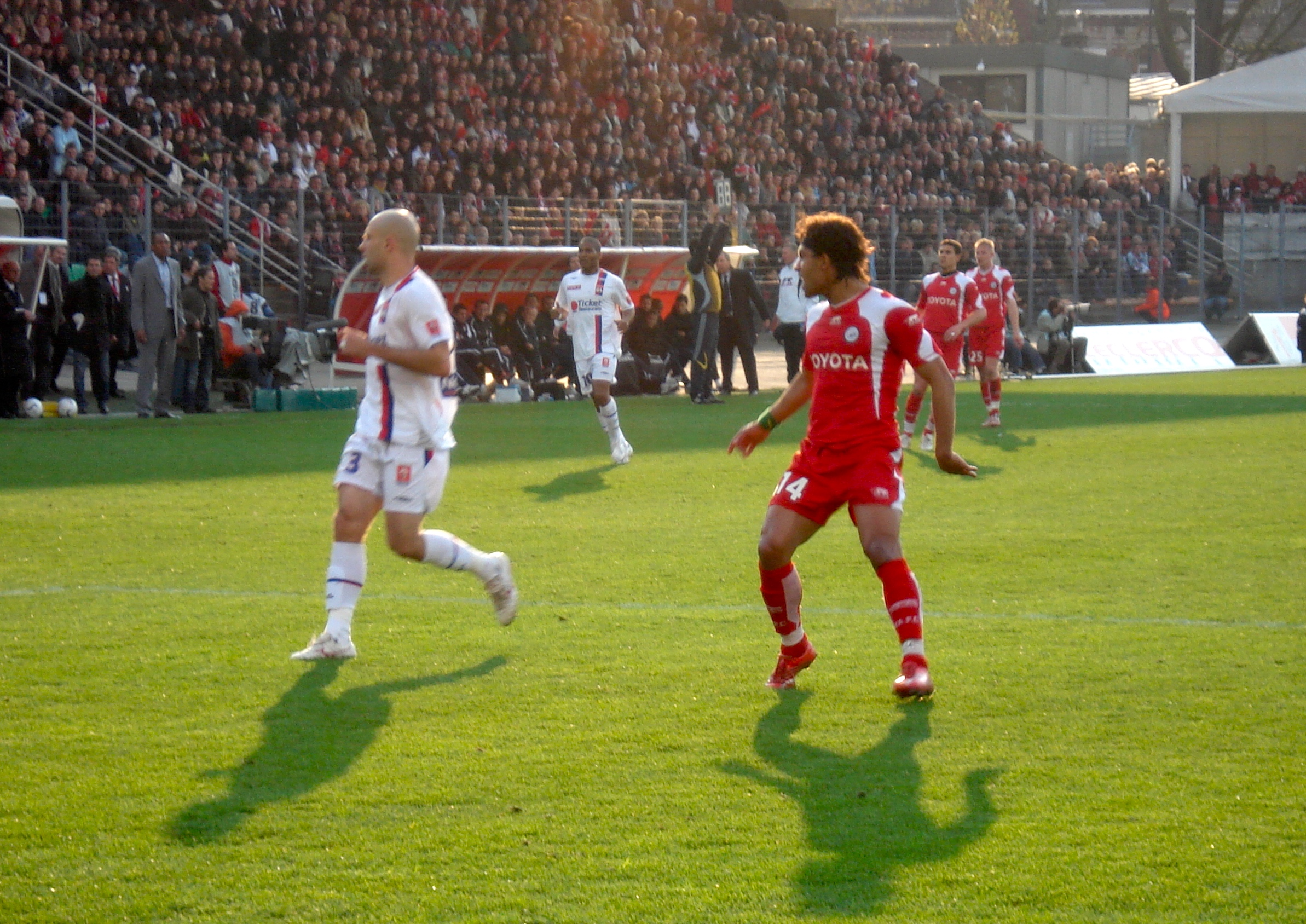
À Nungesser, Cris et Malouda concèdent le nul 0-0 contre Dossevi et Valenciennes.

Après une première victoire lors de l'ouverture du championnat contre le Football club de Nantes qui le place en première place du championnat, l'Olympique lyonnais fait un match nul face à Toulouse après une égalisation de ces derniers dans les arrêts de jeu. Le club enchaîne ensuite une série de dix victoires consécutives lui permettant de prendre de l'avance sur ses poursuivants dans la course au championnat. Malgré une défaite face à Rennes le 4 novembre 2006, l'Olympique lyonnais obtient une nouvelle série de six matchs victorieux. Cette série positive du club est interrompue pendant le mois de janvier et le début du mois de février puisque le bilan de l'OL est d'un match nul contre Nice et trois défaites contre Toulouse, Bordeaux et Troyes. La tendance s'inverse une nouvelle fois puisque les Lyonnais renouent avec la victoire le 19 février contre Lorient, avant de battre Lille, Saint-Étienne, Nancy et Sedan et d'effectuer des matchs nuls contre Sochaux, Marseille, Rennes, Valenciennes et Auxerre lors de la trente-troisième journée. Ce dernier match nul, conjugué à la défaite de Toulouse à Rennes permet à l'OL d'obtenir un nouveau sacre dans le championnat. La saison lyonnaise se conclut avec une défaite, un match nul et trois victoires.
Au bilan, l'équipe termine la saison avec quatre-vingt-un points, soit vingt-quatre victoires, neuf matchs nuls et cinq défaites. Cinquante-huit buts ont été marqués pour vingt-cinq encaissés.

### Coupe de France
Comme tous les clubs de Ligue 1, l'Olympique lyonnais entame la Coupe de France de football 2006-2007 au stade des trente-deuxièmes de finale. Son premier match est joué contre l'Aviron bayonnais avec une victoire par deux buts à un. Un autre club de division inférieure affronte Lyon en seizième de finale. Il s'agit du club de Laon qui est battu par trois buts à un. Finalement, au stade des huitièmes de finale, l'Olympique lyonnais doit affronter un autre club de Ligue 1 : l'Olympique de Marseille au Stade Vélodrome. Malgré un but de Cris qui offre l'avantage à l'OL en première mi-temps, c'est l'OM qui se qualifie pour la suite de la compétition en gagnant par deux buts à un.

### Coupe de la Ligue
Pour l'édition de Coupe de la Ligue 2006-2007, Lyon et Bordeaux profitent du système d'exemption des seizièmes de finale aux deux équipes ayant terminé première et deuxième de L1 l'année précédente. Ils démarrent ainsi la compétition à partir des huitièmes de finale. Le tableau final est entièrement tiré, et l'OL obtient l'avantage de pouvoir jouer tous ses matchs de Coupe de la Ligue à domicile.
Le premier match se joue contre le Paris Saint-Germain pour une victoire par deux buts à un. Le match suivant contre l'AS Nancy-Lorraine se solde par une victoire par trois buts à un, et la demi-finale contre Le Mans par une victoire un but à zéro. L'Olympique lyonnais se déplace au Stade de France à Saint-Denis pour y disputer la finale contre les Girondins de Bordeaux. Les deux équipes conservent un score de zéro à zéro jusque dans les dernières minutes où Henrique sur un corner en fin de partie marque et offre la victoire aux Bordelais.

### Ligue des champions
L'Olympique lyonnais est qualifié pour la Ligue des champions 2006-2007 grâce à sa victoire dans le championnat de France en 2006. Le tirage au sort des phases de poule le place dans le groupe du Real Madrid, du Dinamo Kiev et du Steaua Bucarest. Le club joue son premier match au stade de Gerland contre le Real Madrid et gagne sur le score de deux buts à zéro, les deux buts ayant été marqués en première mi-temps. Ensuite, l'OL enchaîne deux matchs à l'extérieur à Bucarest et à Kiev qu'il remporte par trois buts à zéro. Le quatrième match contre Kiev lui permet de s'assurer sa qualification pour la suite de la compétition. Ainsi, Lyon termine la phase de poule par deux matchs nuls contre Madrid et le Steaua Bucarest.
Avec quatre victoires et deux matchs nuls, Lyon termine premier de son groupe dans cette phase de poule avec quatorze points. L'équipe se qualifie pour les huitièmes de finale de la compétition avec un bilan de douze buts marqués pour trois encaissés, terminant pour la deuxième fois de suite en tête de sa poule devant le Real Madrid, avec à nouveau une victoire à domicile et un match nul à l'extérieur contre le club espagnol. 
Le tirage au sort lui offre des rencontres en huitième de finale contre l'AS Rome. Le premier match a lieu à Rome et se termine sur un match nul sans qu'aucun but ne soit marqué. Le match retour permet à l'AS Rome de s'imposer par deux buts à zéro et élimine l'Olympique lyonnais de la compétition, ce qui constitue une grande déception compte tenu des objectifs du champion de France, de son effectif et parcours récent en Ligue des champions.

## Sources